# Дејан Боровњак
Дејан Боровњак (Книн, 1. април 1986) је српски кошаркаш. Игра на позицији крилног центра.

## Каријера
Прве кошаркашке кораке начинио је у КК Ликс из Београда. Године 1998. долази у Партизан. У Партизану је остао до 2008, када је спроразумно раскинуо уговор незадовољан минутажом. Током лета 2008. постао је члан Војводине Србијагас, где је провео једну сезону 2008/09, а затим је 2009. године отишао у литвански клуб Лијетувос ритас. Након сезоне у којој је наступао као играч Лијетувос ритаса, завршио је на позајмици у атинском Паниониосу.
Током сезоне 2010. године променио је два клуба, односно државе. Прво је потписао једногодишњи уговор са Арисом из Солуна, где је играо сасвим солидно бележећи 9,6 поена по утакмици, да би потом наступао у Шпанији за Гран Канарију са просечним учинком од 5,8 поена по мечу. Сезону 2011/12. проводи у италијанском друголигашу Енел Бриндизију.
Наредну сезону започиње у грчком КАОД-у, али их напушта након само три утакмице и одлази у пољску Зјелона Гору. Са пољском екипом стиже до титуле државног шампиона први пут у историји. За сезону 2013/14. одлази у турски Газијантеп ББ, а наредну сезону проводи у екипи Зенита. Сезону 2015/16. поново је био играч Зјелона Горе. Од 2016. до 2019. је био играч турског Бурсаспора.
Наступао је за пионирску и кадетску репрезентацију Србије, а био је и на ширем списку јуниорске.

## Успеси

### Клупски
- Партизан:
  - Првенство Србије и Црне и Горе (2): 2004/05, 2005/06.
  - Кошаркашка лига Србије (2): 2006/07, 2007/08.
  - Јадранска лига (2): 2006/07, 2007/08.
  - Куп Радивоја Кораћа (1): 2008.
- Зјелона Гора:
  - Првенство Пољске (1): 2012/13.

### Репрезентативни
- Универзијада:  2009,  2007.